# Linia U7 metra w Berlinie
Linia U7 metra w Berlinie, U7 – linia metra w Berlinie. Linia ma długość 31,8 km i 40 stacji. Jest najdłuższą linią metra w mieście.
Przebiega przez dwanaście dzielnic: Rudow, Gropiusstadt, Britz, Neukölln, Kreuzberg, Schöneberg, Wilmersdorf, Charlottenburg, Charlottenburg-Nord, Siemensstadt, Haselhorst i Spandau.